# شهرک شهیدبهشتی (شوشتر)
شهرک شهیدبهشتی، از توابع بخش مرکزی شهرستان شوشتر در استان خوزستان، ایران است.

## جمعیت
این شهرک در دهستان سردارآباد قرار دارد و براساس سرشماری مرکز آمار ایران در سال ۱۳۹۵، جمعیت آن ۱۰۲۶ نفر (۲۵۵ خانوار) بوده‌است.